# Гузь, Пётр Иванович
Петр Иванович Гузь (Гудзь; укр. Петро Іванович Гузь (Гудзь); 1895 или 7 октября 1898, Лютенька — 2 мая 1959, там же) — украинский кобзарь.

## Биография
Родился в селе Лютенька в семье крестьянина. В трехлетнем возрасте заболел золотухой и ослеп. В 15-летнем возрасте отец отдал его учиться кобзарскому искусству, в 1910—1912 годах учился у М. С. Кравченко, от которого перенял ценные варианты народных дум и характер их исполнения.
Во время Гражданской войны участвовал в антибольшевистском восстании под руководством местного атамана Леонтия Христового, о котором создал и исполнял думу.
С 1939 года в составе ансамбля кобзарей при Киевской государственной филармонии. В том же году был приглашен на первое республиканское совещание кобзарей и лирников, во время которого был записан на фонограф ряд его песен; он был зачислен во вновь образованный Государственный этнографический ансамбль бандуристов. Участник Всесоюзного совещания народных певцов в Москве (1940).
В репертуаре — думы («Побег трех братьев из города Азова», «О трех братьях самарских», «Об Алексее Поповиче», «Бедная вдова и три сына»), исторические и шуточные песни, танцевальные наигрыши. Сочинял антисталинистские песни и думы, однако впоследствии его произведения имели официозный характер («Приказ о девяти лентяях», «Богач бедного купил, по затылку бил», «Песня про бедняка, кулака и попа», «Про трактор» и другие).
За заслуги в развитии кобзарского искусства ему была назначена персональная пенсия республиканского значения.
Был одним из выдающихся мастеров игры на бандуре 1-й половины XX века, умелым импровизатором.
Скончался 2 мая 1959 года в родном селе, где и похоронен.